# انیق (جلفا)
انیق یکی از روستاهای استان آذربایجان شرقی است که در دهستان نوجه‌مهر بخش سیه‌رود شهرستان جلفا واقع شده‌است.این روستا ۱۷۰ نفر جمعیت دارد.